# Nicu N. Albu
Nicu N. Albu (n. 2 februarie 1853, Piatra Neamț – d. 31 mai 1908, Piatra Neamț) a fost un om de afaceri și politician român - primar, prefect, deputat, senator, cetățean de onoare (post-mortem) al municipiului Piatra Neamț (1996).

## Biografie
Nicu Albu s-a născut în familia lui Maria (Osvald) și Neculai Albu din Piatra Neamț. Studii la Academia Mihăileană din Iași și Facultatea de Medicină din Berlin. A fost căsătorit cu Elionora, fiica marelui proprietar și fruntaș liberal Enache Cantemir din Buhuși. A fost în relații de prietenie cu Doamna Elena Cuza, I. L. Caragiale și cu Prințul Ferdinand, pe care l-a însoțit de multe ori în călătoriile sale pe Valea Bistriței.
La 14 septembrie 1923, în prezența lui I.I.C Brătianu, a lui Duca, a doctorului Costinescu și a altor fruntași ai țării, s-a inaugurat bustul-monument al primarului Nicu Albu.
Cariera politică
- A pus bazele Organizației Județene a P.N.L, al cărei președinte a fost până la moarte.
- Prefect de Neamț[1]: (1885-1888) și (1895-1899)
- Primar al orașului Piatra Neamț[1][3]: (1901-1904) și 1907
- Deputat[1]: 1891 și 1892
- Senator[1]: (1905-1908)

Realizări
A sprijinit procesul de dezvoltare economică a județului Neamț, încurajând industria și comerțul. A contribuit direct la construirea de șosele, poduri și străzi, a liniei ferate Bacău - Piatra Neamț și a instalațiilor industriale de pe Valea Tarcăului. A introdus iluminatul electric în Piatra Neamț, folosind „uzina" societății „Foresta", proprietatea lui Dimitrie Lalu. A corectat cursurile Bistriței, Cuejdiului și Borzogheanului. A amenajat parcul „Cozla" pe locul unor alunecări ale muntelui. A construit localuri de școli și a sprijinit apariția publicațiilor liberale și literare „Mișcarea", „Propășirea" și „Munca".